# Grande Prêmio da Rússia de 2015
O Grande Prêmio da Rússia de 2015 (formalmente denominado 2015 Formula 1 Russian Grand Prix) foi uma corrida de Fórmula 1 disputada em 11 de outubro de 2015 no Circuito de Sochi, Sochi, Rússia. Foi a décima quinta etapa da temporada de 2015.
Momentos antes do primeiro treino livre, um caminhão de serviço que limpava a pista pouco antes do início da sessão sofreu um vazamento de combustível, derramando diesel no meio do traçado, nas curvas 7, 8, 9 e 10, e fazendo com que dezenas de funcionários se apressassem para deixar tudo em ordem e provocou uma redução de 30 minutos de atividade e no segundo treino livre, teve pista muito molhada que demorou quase meia hora.
No terceiro treino livre, Carlos Sainz Jr. perdeu o controle de seu carro na curva 13, bateu na lateral do muro e se arrastou em alta velocidade até se chocar violentamente contra a barreira de proteção na curva 14. A equipe de resgate foi acionada imediatamente e tiveram dificuldades para retirar o piloto do cockpit devido ao carro ter ficado cravado embaixo da barreira de proteção. Após quase meia hora de pouca informação e muita apreensão, o piloto espanhol apareceu fazendo sinal de positivo enquanto era colocado dentro de uma ambulância e foi transferido de helicóptero para um hospital próximo do circuito para fazer mais exames.
A corrida foi vencida pelo inglês Lewis Hamilton, da Mercedes, seguido pelo alemão Sebastian Vettel, da Ferrari, e pelo mexicano Sergio Pérez, da Force India. A equipe Mercedes se sagrou bicampeã do Mundial de Construtores, após o finlandês Kimi Räikkönen, da Ferrari, ser punido por colidir com o compatriota Valtteri Bottas, da Williams.

## Pneus
| Nome do composto | Cor | Banda de rolamento | Condições de Tempo | Dry Type                           | Aderência      | Longevidade   |
| ---------------- | --- | ------------------ | ------------------ | ---------------------------------- | -------------- | ------------- |
| Super Macio      |     | Slick (P Zero)     | Seco               | Supersoft                          | Mais aderência | Menos durável |
| Macio            |     | Slick (P Zero)     | Seco               | Soft                               | Médio          | Médio         |
| Intermediário    |     | Sulcos (Cinturato) | Molhado            | Intermediate (água não estagnante) | x              | x             |
| Chuva            |     | Sulcos (Cinturato) | Molhado            | Wet (água estagnante)              | x              | x             |

## Resultados

### Treino classificatório
| Pos.                     | Nº | Piloto           | Construtor             | Q1       | Q2       | Q3       | Grid |
| ------------------------ | -- | ---------------- | ---------------------- | -------- | -------- | -------- | ---- |
| 1                        | 6  | Nico Rosberg     | Mercedes               | 1:38.343 | 1:37.500 | 1:37.113 | 1    |
| 2                        | 44 | Lewis Hamilton   | Mercedes               | 1:38.558 | 1:37.672 | 1:37.433 | 2    |
| 3                        | 77 | Valtteri Bottas  | Williams-Mercedes      | 1:38.448 | 1:38.194 | 1:37.912 | 3    |
| 4                        | 5  | Sebastian Vettel | Ferrari                | 1:38.598 | 1:38.402 | 1:37.965 | 4    |
| 5                        | 7  | Kimi Räikkönen   | Ferrari                | 1:39.207 | 1:38.224 | 1:38.348 | 5    |
| 6                        | 27 | Nico Hulkenberg  | Force India-Mercedes   | 1:39.250 | 1:38.727 | 1:38.659 | 6    |
| 7                        | 11 | Sergio Pérez     | Force India-Mercedes   | 1:39.617 | 1:38.914 | 1:38.691 | 7    |
| 8                        | 8  | Romain Grosjean  | Lotus-Mercedes         | 1:39.056 | 1:38.754 | 1:38.787 | 8    |
| 9                        | 33 | Max Verstappen   | Toro Rosso-Renault     | 1:39.411 | 1:39.119 | 1:38.924 | 9    |
| 10                       | 3  | Daniel Ricciardo | Red Bull-Renault       | 1:39.574 | 1:39.005 | 1:39.728 | 10   |
| 11                       | 26 | Daniil Kvyat     | Red Bull-Renault       | 1:39.580 | 1:39.214 |          | 11   |
| 12                       | 12 | Felipe Nasr      | Sauber-Ferrari         | 1:40.042 | 1:39.323 |          | 12   |
| 13                       | 22 | Jenson Button    | McLaren-Honda          | 1:39.739 | 1:39.763 |          | 13   |
| 14                       | 13 | Pastor Maldonado | Lotus-Mercedes         | 1:39.724 | 1:39.811 |          | 14   |
| 15                       | 19 | Felipe Massa     | Williams-Mercedes      | 1:38.926 | 1:39.895 |          | 15   |
| 16                       | 14 | Fernando Alonso  | McLaren-Honda          | 1:40.144 |          |          | 19 1 |
| 17                       | 9  | Marcus Ericsson  | Sauber-Ferrari         | 1:40.660 |          |          | 16   |
| 18                       | 28 | Will Stevens     | Manor Marussia-Ferrari | 1:43.693 |          |          | 17   |
| 19                       | 98 | Roberto Merhi    | Manor Marussia-Ferrari | 1:43.804 |          |          | 18 2 |
| Tempo dos 107%: 1:45.227 |    |                  |                        |          |          |          |      |
| –                        | 55 | Carlos Sainz Jr. | Toro Rosso-Renault     | S/Tempo  |          |          | 3    |
| Fonte:                   |    |                  |                        |          |          |          |      |

Notas
↑1  - Fernando Alonso perderá 35 posições devido à troca do motor de combustão interna (ICE), turbocompessor, MGU-H (unidade geradora do motor – calor) e controle eletrônico (CE).
↑2  - Roberto Merhi perderá 20 posições devido à troca do motor de combustão interna (ICE) e MGU-H (unidade geradora do motor – calor).
↑3  - Carlos Sainz Jr. não participou do treino classificatório devido ao acidente no terceiro treino livre.

### Corrida
| Pos.   | Nu. | Piloto           | Construtor             | Voltas | Tempo/Retirado | Grid | Pontos |
| ------ | --- | ---------------- | ---------------------- | ------ | -------------- | ---- | ------ |
| 1      | 44  | Lewis Hamilton   | Mercedes               | 53     | 1h37m11.024s   | 2    | 25     |
| 2      | 5   | Sebastian Vettel | Ferrari                | 53     | +5.958         | 4    | 18     |
| 3      | 11  | Sergio Perez     | Force India-Mercedes   | 53     | +28.918        | 7    | 15     |
| 4      | 19  | Felipe Massa     | Williams-Mercedes      | 53     | +38.831        | 15   | 12     |
| 5      | 26  | Daniil Kvyat     | Red Bull-Renault       | 53     | +47.566        | 11   | 10     |
| 6      | 12  | Felipe Nasr      | Sauber-Ferrari         | 53     | +56.508        | 12   | 8      |
| 7      | 13  | Pastor Maldonado | Lotus-Mercedes         | 53     | +1:01.088      | 14   | 6      |
| 8 4    | 7   | Kimi Räikkönen   | Ferrari                | 53     | +1:12.358      | 5    | 4      |
| 9      | 22  | Jenson Button    | McLaren-Honda          | 53     | +1:19.467      | 13   | 2      |
| 10     | 33  | Max Verstappen   | Toro Rosso-Renault     | 53     | +1:28.424      | 9    | 1      |
| 11 5   | 14  | Fernando Alonso  | McLaren-Honda          | 53     | +1:31.210      | 16   |        |
| 12     | 77  | Valtteri Bottas  | Williams-Mercedes      | 52     | +1 volta       | 3    |        |
| 13     | 98  | Roberto Merhi    | Manor Marussia-Ferrari | 52     | +1 volta       | 19   |        |
| 14     | 28  | Will Stevens     | Manor Marussia-Ferrari | 51     | +2 voltas      | 18   |        |
| 15     | 3   | Daniel Ricciardo | Red Bull-Renault       | 48     | +5 voltas      | 10   |        |
| Ret    | 55  | Carlos Sainz Jr. | Toro Rosso-Renault     | 46     | Freios         | 20   |        |
| Ret    | 8   | Romain Grosjean  | Lotus-Mercedes         | 12     | Acidente       | 8    |        |
| Ret    | 6   | Nico Rosberg     | Mercedes               | 8      | Acelerador     | 1    |        |
| Ret    | 27  | Nico Hulkenberg  | Force India-Mercedes   | 0      | Colisão        | 6    |        |
| Ret    | 9   | Marcus Ericsson  | Sauber-Ferrari         | 0      | Colisão        | 17   |        |
| Fonte: |     |                  |                        |        |                |      |        |

Notas
↑4  - Kimi Räikkönen foi punido com o acréscimo de trinta segundos no seu tempo final por ser considerado culpado na colisão com Valtteri Bottas, caindo para a oitava posição.
↑5  - Fernando Alonso foi punido com o acréscimo de cinco segundos no seu tempo final por trafegar além dos limites da pista, caindo para a décima-primeira posição.

## Tabela do campeonato após a corrida
Somente as cinco primeiras posições estão incluídas nas tabelas.
| Pos | Piloto           | Pontos | Var |
| --- | ---------------- | ------ | --- |
| 1   | Lewis Hamilton   | 302    | 0   |
| 2   | Sebastian Vettel | 236    | 1   |
| 3   | Nico Rosberg     | 229    | 1   |
| 4   | Kimi Räikkönen   | 123    | 0   |
| 5   | Valtteri Bottas  | 111    | 0   |

| Pos | Construtor           | Pontos | Var |
| --- | -------------------- | ------ | --- |
| 1   | Mercedes             | 531    | 0   |
| 2   | Ferrari              | 359    | 0   |
| 3   | Williams-Mercedes    | 220    | 0   |
| 4   | Red Bull-Renault     | 149    | 0   |
| 5   | Force India-Mercedes | 92     | 0   |

|  |         |
|  | Campeão |